# Bálint György Újságíró Akadémia
A Bálint György Újságíró Akadémia (korábbi nevén: 1986-ig MÚOSZ Újságíró Iskola, 1998-ig Bálint György Újságíró Iskola) a Magyar Újságírók Országos Szövetsége által működtetett, iskolarendszeren kívüli alapítványi újságíróiskola, a hazai újságíró- és fotóriporter képzés legrégebb óta működő intézménye.

## Története
A magyar újságíróképzés gondolata már 1898-ban felvetődött a Magyar Salon folyóiratban Hevesi József ötleteként (Mikszáth Kálmán például ellenezte, mondván: erre a szakmára születni kell, tanulni nem lehet). Éveken keresztül csak cikkek jelentek meg a képzés szükséges, vagy lehetetlen voltáról. Időközben a magyar származású Pulitzer József kétmillió dollárral támogatta a New York-i Columbia Egyetemet, hogy újságíróképzést szervezzen, ami 1913-ban meg is indult. Az 1920-as évek elején Sajtóakadémia néven nyílt egy újságíróképzést nyújtó magániskola Budapesten, ami még "nyelvészeti képzést" is adott, színvonalát azonban többen megkérdőjelezték. Egy ismeretlen tárcaíró Az Est hasábjain programját együgyűnek titulálta, 1928-ban pedig Kellér Andor kételkedve ad hírt egy "sajtófőiskoláról", ami már öt éve működik Budapesten egy bizonyos Decker Albert  vezetésével, aki azonban nemrég még maga is hallgatója volt az általa igazgatott intézménynek. 1937-ben arról számol be a Pesti Napló, hogy Budapesten nincs újságíróiskola.
A második világháború befejezését követően, 1951. március 15-én indult el az első egyéves képzés az újságíróiskolán, mely akkoriban még a Népművelési Minisztérium égisze alatt működött, első igazgatója Komját Irén, (Komjáti Aladár felesége) volt. A képzés elsősorban a "bolsevik sajtó" részére szükséges utánpótlás kinevelésére szorítkozott, s az első évfolyam során 86-an szereztek diplomát. Ezt az iskolát még 1955 előtt átvette az Eötvös Loránd Tudományegyetem, ahol újságíró-tanszék nyílt, s ezzel párhuzamosan már a Magyar Újságírók Országos Szövetsége is indított esti és egyéni tanulási tanfolyamokat. Az 1960-as években az újságíróiskola már a MÚOSZ Andrássy úti székházában működött, a képzés során a hallgatók a vizsgatárgyakon kívül telex, fotó- és kisfilmkészitési alapismeretekből és gyakorlatból is beszámoltak. 1965-ben indult kétéves tördelőszerkesztői  tanfolyam (1967-ben 26-an vizsgáztak), és volt idegen nyelvek tanfolyama is, ahol 85 hallgatóból 50-en tanultak angolul. Sajátos mellékszála volt a szövetség újságíróképzésének a MÚOSZ nemzetközi újságíróiskolája, aminek 1975-ben végződő 20. évfolyamán a Palesztinai Felszabadítási Szervezet újságírói tanultak.
1986-ban az iskola felvette Bálint György nevét, ekkortól a MÚOSZ Újságíró Iskoláját Bálint György Újságíró Iskolának nevezték. 1997-ben az újságírószövetségen belül vita kezdődött az iskola jövőjéről, végül 1997-ben az újságíróképzés anyagi bázisának megteremtése érdekében létrehozták a Bálint György Alapítványt, az iskolát pedig Bálint György Újságíró Akadémia néven működtették tovább.

## Képzések
Az iskola érettségivel, vagy felsőfokú végzettséggel rendelkezőknek tart iskolarendszeren kívüli sajtószakmai képzéseket. Bár korábban számos kurzus indult , így például 2008-ban még újságíró, fotóriporter, tördelőszerkesztő, de női újságírás is, 2014-ben kulturális újságírás és kreatív kommunikáció címmel is indult tanfolyam, 2018-ban már csak fotóriporter kurzust hirdettek meg.